# بژژنگتسا (استان سیلسیان)
بژژنگتسا (به لهستانی:  Brzeźnica) یک روستا در لهستان است که در گمینا رودنگک (استان سیلسیان) واقع شده‌است. بژژنگتسا ۵۹۷ نفر جمعیت دارد.

## نگارخانه

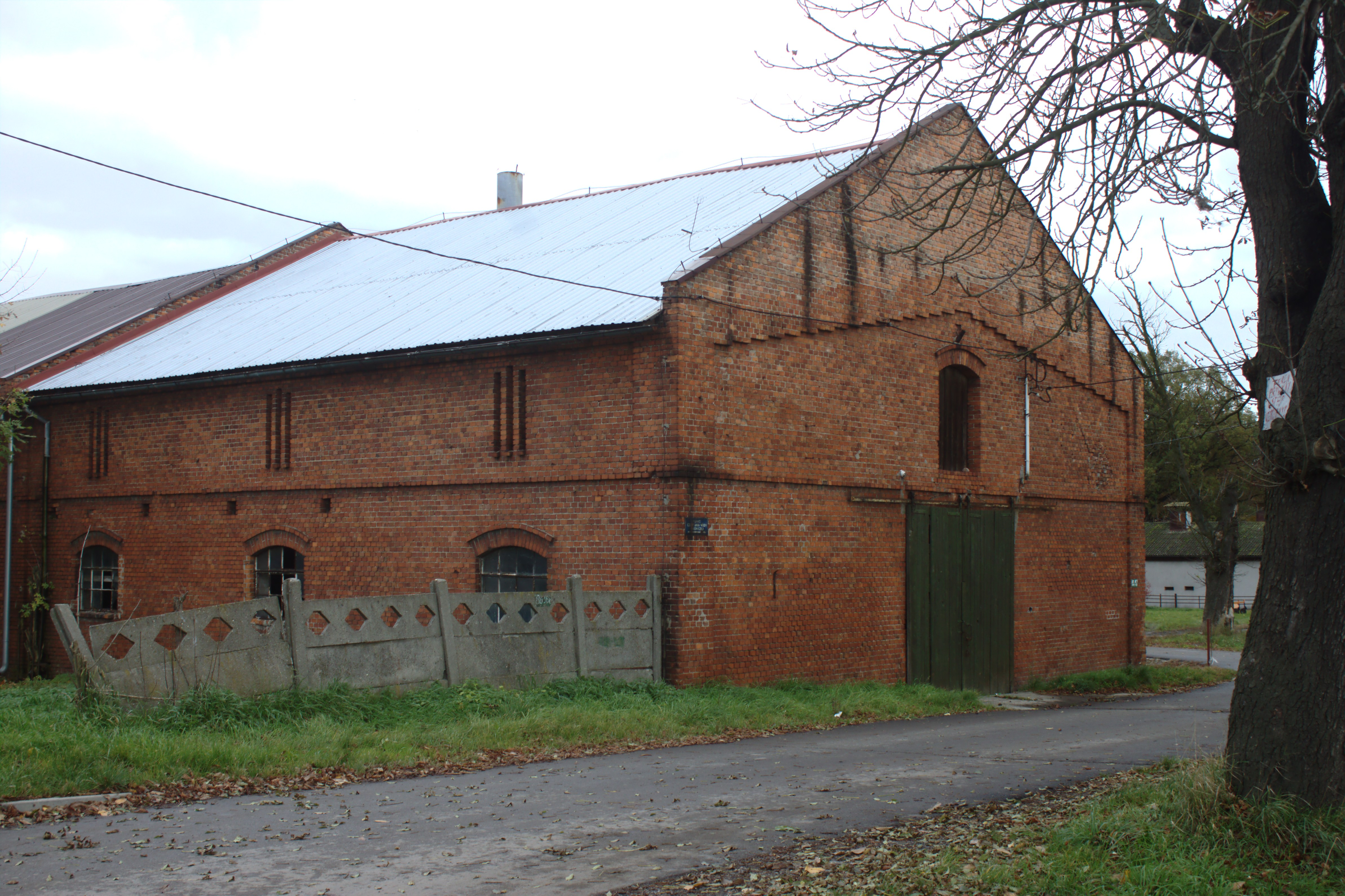
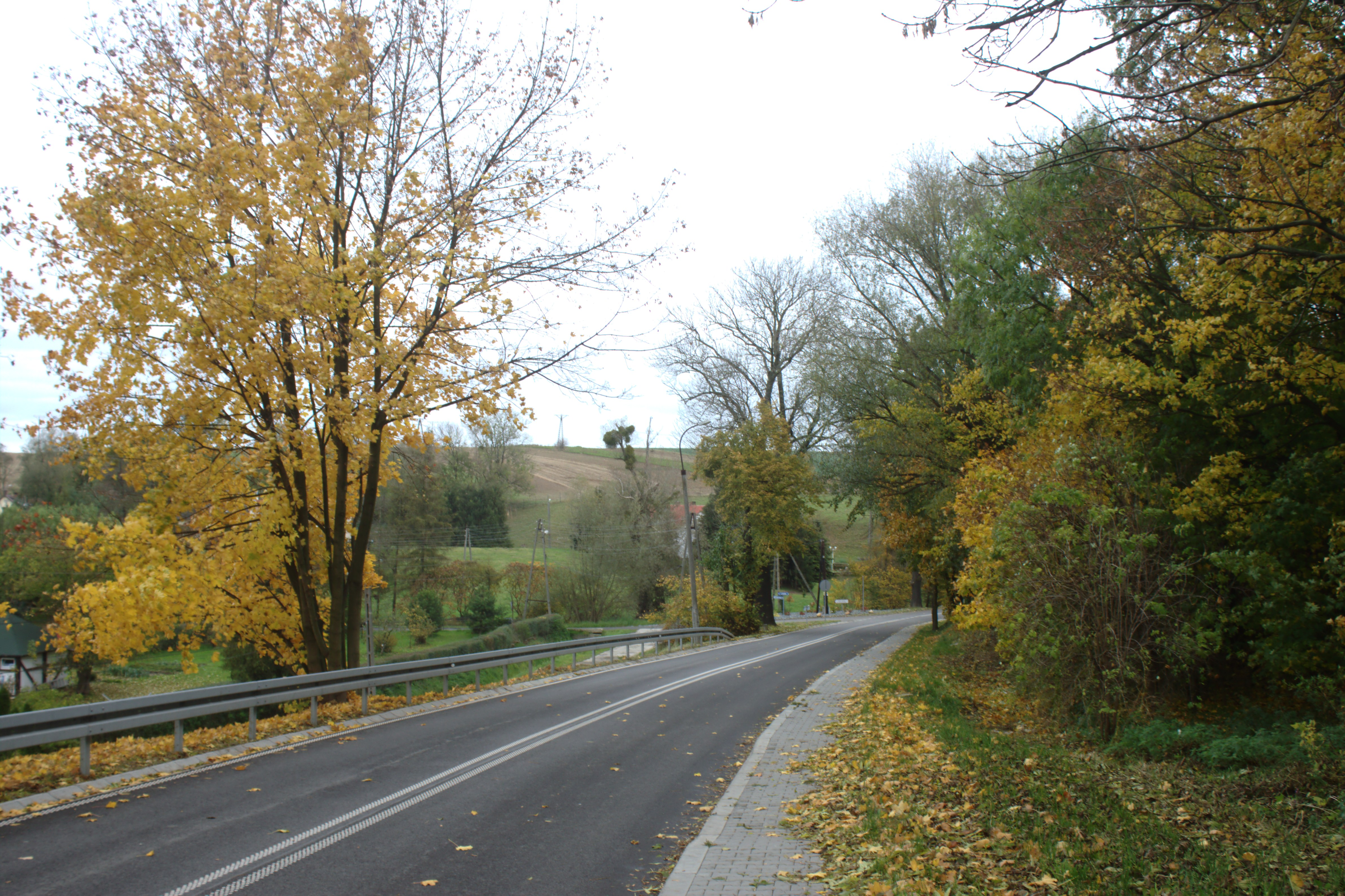
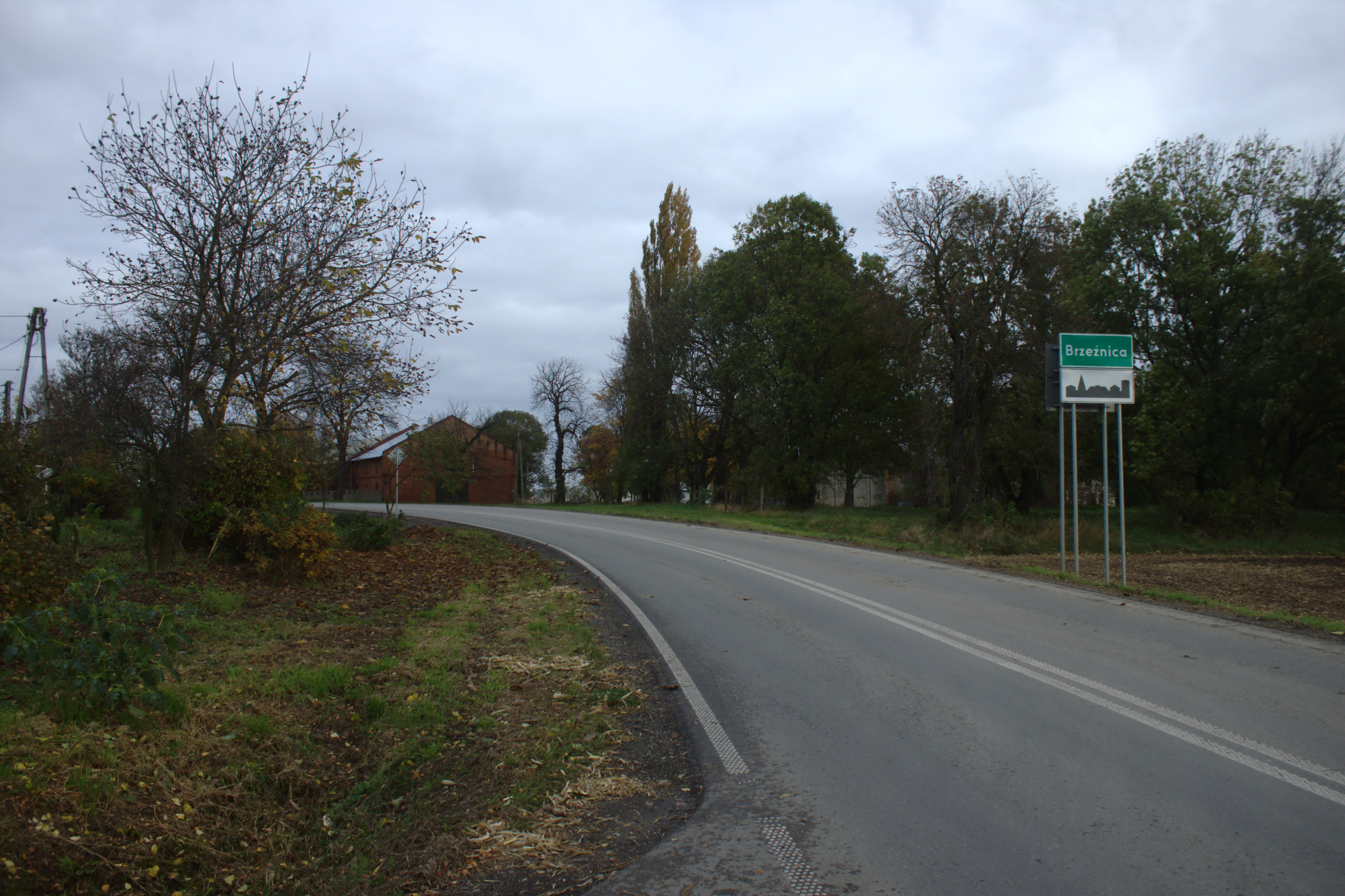